# کورنیلیوس پی. ون نس
کورنیلیوس پی. ون نس (انگلیسی: Cornelius P. Van Ness; ۲۶ ژانویهٔ ۱۷۸۲ – ۱۵ دسامبر ۱۸۵۲) یک سیاستمدار و دیپلمات آمریکایی بود که در قرن نوزدهم زندگی می‌کرد. او در سال ۱۷۸۲ در نیویورک به دنیا آمد و در رشته حقوق تحصیل کرد. ون نس بیشتر به خاطر خدماتش در ایالت ورمانت شناخته می‌شود، جایی که او به عنوان فرماندار دهم این ایالت از سال ۱۸۲۳ تا ۱۸۲۶ خدمت کرد. او همچنین به عنوان فرستاده فوق‌العاده و وزیر مختار در پادشاهی اسپانیا از سال ۱۸۲۹ تا ۱۸۳۶ فعالیت داشت.
ون نس در طول دوران کاری خود، مناصب مختلفی را در دولت ایالتی و فدرال بر عهده داشت. او به عنوان وکیل منطقه‌ای ایالات متحده برای منطقه ورمانت، رئیس دادگستری دیوان عالی ورمونت و نماینده مجلس نمایندگان ایالات متحده از ورمونت خدمت کرد. پس از پایان دوره فرمانداری‌اش، او توسط رئیس‌جمهور اندرو جکسون به عنوان وزیر اسپانیا منصوب شد و حدود ده سال در این سمت خدمت کرد.
ون نس در سال ۱۸۵۲ در فیلادلفیا درگذشت و میراثی از خدمات عمومی برجسته را از خود به جای گذاشت. او به خاطر نقشش در شکل‌دهی به سیاست‌های اولیه ورمانت و همچنین مشارکت‌هایش در روابط دیپلماتیک ایالات متحده با اسپانیا به یاد می‌آید.
کورنیلیوس پی. ون نس از آمریکایی‌های هلندی‌تبار بود و تلفظ اصلی نام او به هلندی «کورنِلیوس فان نِس» است.